# Circolo degli adoratori di Svetovid
Il Circolo degli adoratori di Swiatowid (Kolo Czcicieli Swiatowida) è un'organizzazione neopagana polacca.
L'organizzazione fu fondata intorno al 1921 da Wladyslaw Kolodziej (1897-1978), che ne fu anche il capo spirituale.
Non c'è sufficiente documentazione sulle attività svolte nel periodo precedente la seconda guerra mondiale, tuttavia si sa che Kolodziej nel 1924 divenne collaboratore della rivista Odrodzenie, che si occupava di cultura paleoslava.
Kolodziej, assieme all'occultista Karol Chobot e al professor Jan Sas-Zubrzycki, costituì anche la "Società dei letterati lechitici" (Towarzystwo Literatow Lechickich), che pubblicò le riviste Siew wolnosci e Wiadomosci astrologiczno-literackie.
Nel 1941 a Cracovia fu formato, in seno al gruppo, il "Gran consiglio dei druidi Lechitici polacchi" (Wielka Rada Drzewitów Lechii Polskiej) che fu attivo fino al termine della guerra.
Nel dopoguerra Kolodziej pubblicò a Łódź il "calendario slavo" (Kalendarz slowianski). Negli anni sessanta e settanta riapparve con il nome di "Circolo lechitico degli adoratori di Swiatowid" (Lechnicki Krag Czcicieli Swiatowida) tentando senza successo di ottenere il riconoscimento legale. Dopo la morte di Kolodziej, l'organizzazione sopravvisse fino agli anni Ottanta sotto la direzione di Jerzy Gawrych, ma poi si sciolse e lo stesso Gawrych passò ad un altro gruppo neopagano, la Chiesa nativa polacca.